# کارخانه مرکزی خودروسازی (لهستان)
کارخانه مرکزی خودروسازی (لهستانی: Centralne Warsztaty Samochodowe) یک کارخانه تولیدی خودرو و موتورسیکلت در لهستان پیش از جنگ جهانی دوم بود. این شرکت نخست در سال ۱۹۱۸ توسط وزارت امور جنگ لهستان به عنوان یک شرکت خصوصی برای سرویس‌دهی کلیه تجهیزات مکانیکی ارتش لهستان اعم از زره‌پوش‌ها، خودروها، موتورسیکلت‌ها و کامیون‌ها ایجاد شد.

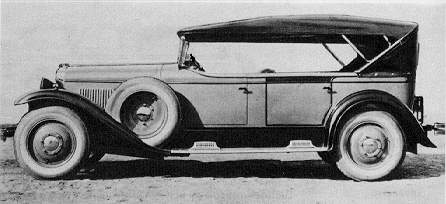
سی‌وی‌اس تی-۱

در گذر زمان این شرکت شروع به طراحی و ساخت خودرو و موتورسیکلت نمود که معروفترین تولیدات آن خودرو سی‌وی‌اس تی-۱ و موتورسیکلت ساکول بودند. در سال ۱۹۲۸ بخشی از این شرکت ملی شد و نام آن به کارخانه مهندسی ملی تغییر پیدا کرد.